# John Monie
Pas d'image ? Cliquez ici

a Compétitions nationales et continentales officielles uniquement.

John Monie, né le 6 octobre 1946 à Woy Woy, est un joueur et entraîneur de rugby à XIII.
Après sa carrière de joueur, il devient un entraîneur avec de nombreux succès. Il entraîne les Eels de Parramatta et remporte le titre du Championnat de Nouvelle-Galles du Sud en 1986. Il se rend ensuite en Angleterre avec de nombreux succès à Wigan avec lequel il remporte la Super League en 1998, le Championnat d'Angleterre en 1990, 1991, 1992 et 1993, et la Challenge Cup en 1990, 1991, 1992 et 1993. Cette période de succès à Wigan est entrecoupée par un intermède aux Warriors d'Auckland , première franchise néo-zélandaise intégrant l'Australian Rugby League. Fin 1990, il termine sur la prise en main des London Broncos. Il reprend du service entre 2005 et 2008 en tant que sélectionneur de l'équipe de France qui remporte la Coupe d'Europe des nations en 2005 et dispute la Coupe du monde 2008,.

## Palmarès

### En tant qu'entraîneur
- Collectif :
  - Vainqueur de la Coupe d'Europe des nations : 2005 ( France).
  - Vainqueur du World Club Challenge : 1991 (Wigan).
  - Vainqueur du Championnat de Nouvelle-Galles du Sud : 1986 (Parramatta).
  - Vainqueur du Super League : 1998 (Wigan).
  - Vainqueur du Championnat d'Angleterre : 1990, 1991, 1992 et 1993 (Wigan).
  - Vainqueur de la Challenge Cup : 1990, 1991, 1992 et 1993 (Wigan).
  - Finaliste de la Challenge Cup : 1998 (Wigan).